# Ian McShane

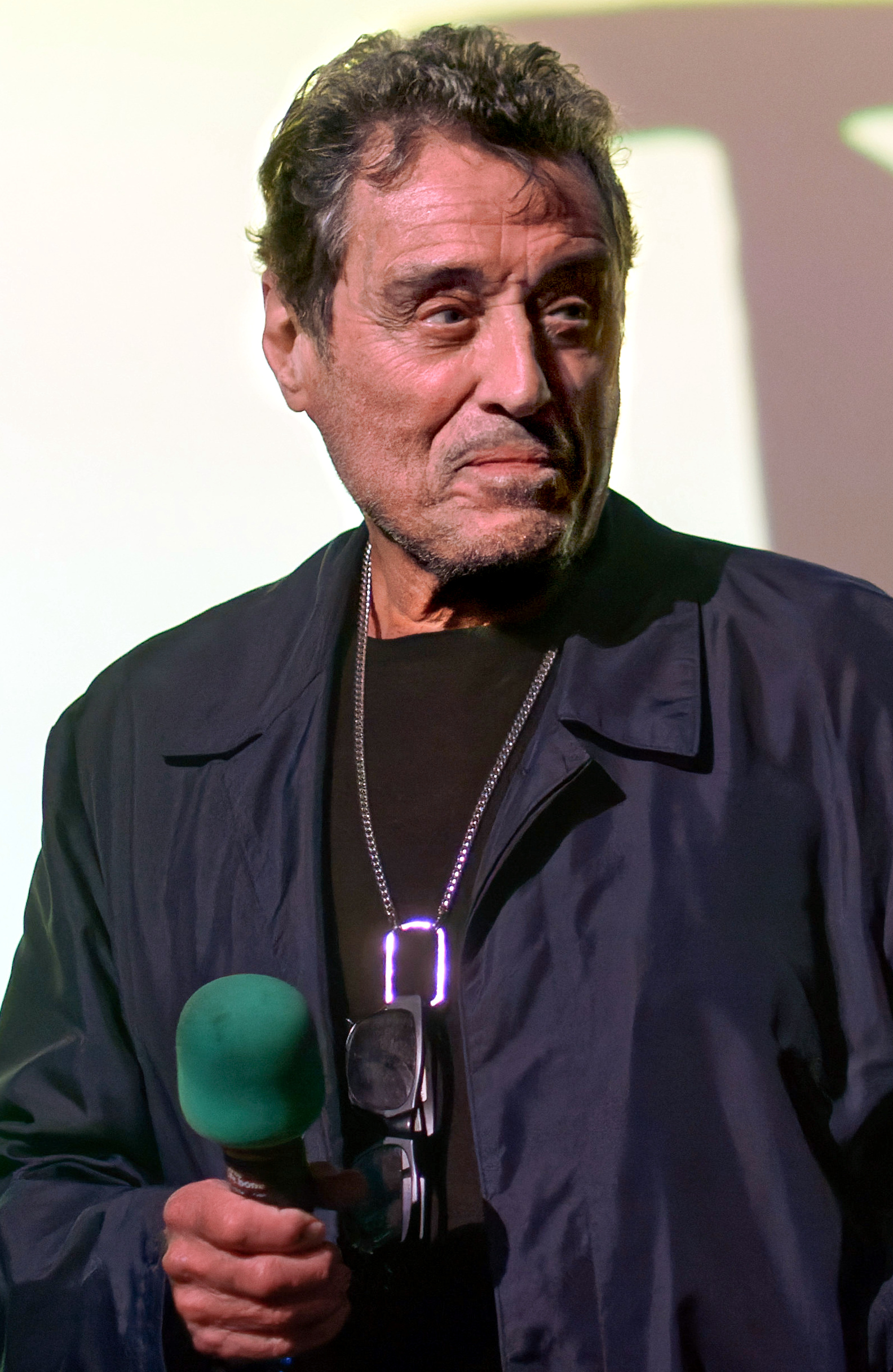
Ian McShane (2022)

Ian David McShane (* 29. September 1942 in Blackburn, Lancashire, England) ist ein britischer Schauspieler sowie unter anderem Golden-Globe-Preisträger.

## Leben
Der in Manchester aufgewachsene McShane ist der Sohn des Fußballspielers Harry McShane, der bei Manchester United spielte. Zu McShanes Stärken zählt die Darstellung düsterer, zwielichtiger Charaktere.
McShane wirkte in diversen Fernsehserien mit, unter anderem in Dallas, Perry Mason, Columbo und Miami Vice, darin einmal als Drogendealer und einmal als skrupelloser Diktator in einem fiktiven lateinamerikanischen Land. In der Fernsehserie Lovejoy, die zwischen 1986 und 1994 produziert wurde, verkörperte McShane nicht nur die Hauptrolle, sondern führte bei einigen Episoden auch Regie. Eine ähnliche Doppelfunktion hatte er 1996 bei der 6-teiligen Miniserie Madson inne, in der er neben der Hauptrolle auch die Produktion übernahm. Das 1992 veröffentlichte Album From Both Sides Now wurde im UK mit einer Silbernen Schallplatte ausgezeichnet.
In der HBO-Fernsehserie Deadwood (2004–2006) spielte McShane die historische Figur des Saloonbetreibers und Bordellbesitzers Al Swearengen. In der Fernsehverfilmung des Ken-Follett-Romans Die Säulen der Erde ist er als Bischof Waleran Bigod zu sehen. In Pirates of the Caribbean – Fremde Gezeiten (2011) stellt er Kapitän Blackbeard dar, den Gegenspieler von Jack Sparrow. Es folgten weitere Film- und Fernsehproduktionen. 2017 übernahm er eine tragende Rolle als Mr. Wednesday (Odin) in der Fernsehserie American Gods. In den vier John-Wick-Filmen (2014–2023) spielt er den Hotelmanager.
McShanes Synchronstimme war in den 1980er Jahren der Schauspieler Horst Frank. In neuerer Zeit lieh ihm häufig Klaus-Dieter Klebsch seine Stimme. McShane ist zum dritten Mal verheiratet; mit seiner zweiten Frau Ruth Post hat er zwei Kinder.

## Filmografie (Auswahl)
- 1962: The Wild and the Willing
- 1966: Sky West and Crooked
- 1967: Wuthering Heights (Fernsehserie, 4 Folgen)
- 1969: So reisen und so lieben wir (If It’s Tuesday, This Must Be Belgium)
- 1969: Luftschlacht um England (Battle of Britain)
- 1973: Sheila (The Last of Sheila)
- 1974: Die Uhr läuft ab (Ransom)
- 1975: Mondbasis Alpha 1 (Space: 1999) (Fernsehserie, Folge 1x09 Das blaue Licht)
- 1977: Jesus von Nazareth (Jesus of Nazareth)
- 1977: Roots (Fernsehserie, Folge 1x09 Part Nine)
- 1979: Das Geheimnis der eisernen Maske (The 5th Musketeer)
- 1979: The Great Rivera Bank Robbery (Sewers of Gold)
- 1981–1982: Magnum (Magnum P.I.) (Fernsehserie, 2 Folgen)
- 1982: Marco Polo (Fernseh-Miniserie)
- 1983: Gefährliches Dreieck (Exposed)
- 1984: Agatha Christie’s Tödlicher Irrtum (Ordeal by Innocence)
- 1985: A.D. – Anno Domini (A.D.) (Fernseh-Miniserie)
- 1987: Miami Vice – Teufelskreis (Fernsehserie, 1 Folge)
- 1988: Gesprengte Ketten – Die Rache der Gefangenen (Great Escape II: The Untold Story)
- 1988–1989: Feuersturm und Asche (War and Remambrance) (Fernsehserie, 8 Folgen)
- 1989: Miami Vice – Letzter Auftrag (Fernsehserie)
- 1989: Dallas (Fernsehserie, 13 Folgen)
- 1990: Columbo: Ruhe sanft, Mrs. Columbo (Rest in Peace, Mrs. Columbo) (Fernsehreihe, 1 Folge)
- 1998: Babylon 5: Der Fluss der Seelen (Babylon 5: The River of Souls)
- 2000: Sexy Beast
- 2002: Man and Boy
- 2002: In Deep (Fernsehserie, 2 Folgen)
- 2003: Agent Cody Banks
- 2003: Nemesis Game
- 2004–2006: Deadwood (Fernsehserie, 36 Folgen)
- 2005: Nine Lives
- 2006: Scoop – Der Knüller (Scoop)
- 2006: Sie waren Helden (We Are Marshall)
- 2007: Shrek der Dritte (Shrek the Third) (Stimme)
- 2007: Hot Rod – Mit Vollgas durch die Hölle (Hot Rod)
- 2007: Wintersonnenwende – Die Jagd nach den sechs Zeichen des Lichts (The Seeker: The Dark Is Rising)
- 2007: Der Goldene Kompass (The Golden Compass) (Stimme)
- 2008: Kung Fu Panda (Stimme)
- 2008: Death Race
- 2009: Kings (Fernsehserie, 12 Folgen)
- 2009: 44 Inch Chest – Mehr Platz braucht Rache nicht (44 Inch Chest)
- 2009: Fall 39 (Case 39)
- 2009: Coraline (Stimme)
- 2010: Die Säulen der Erde (The Pillars of the Earth)
- 2011: Pirates of the Caribbean – Fremde Gezeiten (Pirates of the Caribbean: On Stranger Tides)
- 2012: Snow White and the Huntsman
- 2012: American Horror Story (Fernsehserie, 2 Folgen)
- 2013: Jack and the Giants (Jack the Giant Slayer)
- 2014: Hercules
- 2014: Cuban Fury – Echte Männer tanzen (Cuban Fury)
- 2014: John Wick
- 2015: Ray Donovan (Fernsehserie, 9 Folgen)
- 2016: Der Spion und sein Bruder (Grimsby)
- 2016: Game of Thrones (Fernsehserie, Folge 6x07)
- 2017: John Wick: Kapitel 2 (John Wick: Chapter 2)
- 2017–2021: American Gods (Fernsehserie)
- 2019: Hellboy – Call of Darkness (Hellboy)
- 2019: Bolden
- 2019: John Wick: Kapitel 3 (John Wick: Chapter 3 – Parabellum)
- 2019: Deadwood: The Movie (Fernsehfilm)
- 2023: John Wick: Kapitel 4 (John Wick: Chapter 4)
- 2023: One Piece (Fernsehserie, 1 Folge, Stimme)
- 2024: Kung Fu Panda 4 (Stimme)
- 2024: American Star
- 2025: From the World of John Wick: Ballerina
- 2025: Deep Cover

## Auszeichnungen
Golden Globe Award

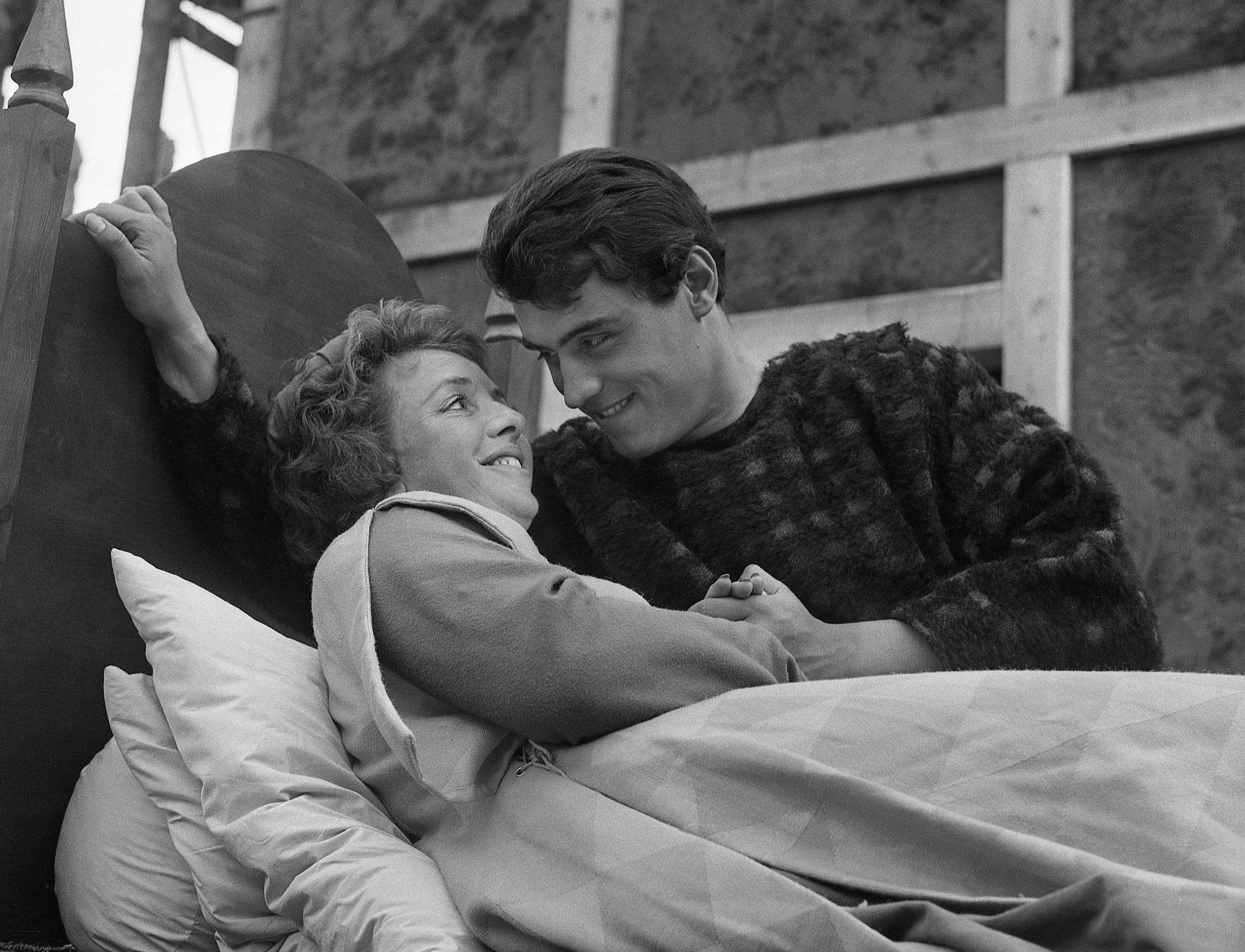
Ian McShane in einem Theaterstück, 1963

- 2005: In der Kategorie Bester Schauspieler in einer Fernsehserie/Drama für seine Rolle in Deadwood.[2]
- 2011: Nominierung in der Kategorie Bester Schauspieler in einer Mini-Serie oder Fernsehfilm für seine Rolle in Die Säulen der Erde.[2]

Emmy Award
- 2005: Nominierung in der Kategorie Primetime Creative Arts für seine Rolle in Deadwood.[3]